# Mitsubishi F-2
F-2 là máy bay tiêm kích do Nhật Bản-Hoa Kỳ hợp tác nghiên cứu sản xuất. Được sản xuất bởi Mitsubishi Heavy Industries và Lockheed Martin cho lực lượng phòng vệ Nhật Bản với tỷ lệ 60% phía Nhật Bản và 40% phía Hoa Kỳ. Trong số những hãng lớn về công nghệ như General Electric, Kawasaki, Honeywell, Raytheon, NEC, và Kokusai Electric mỗi hãng sẽ chịu trách nhiệm về những bộ phận khác nhau, cuối cùng việc lắp ráp sẽ làm tại Nhật Bản bởi MHI. Việc sản xuất bắt đầu năm 1996 và chiếc đầu tiên được đưa vào phục vụ năm 2000. Đây là loại máy bay đa năng, được phát triển dựa trên loại F-16 Fighting Falcon, bay thử lần đầu tiên vào ngày 7 tháng 10 năm 1995. Hiện tại có 90 chiếc được trang bị cho lực lượng phòng vệ Nhật Bản, nó được coi là loại máy bay đa năng thuộc vào loại đắt nhất thế giới với giá tiền là 108 triệu USD/chiếc (2004).

## Tổng quan

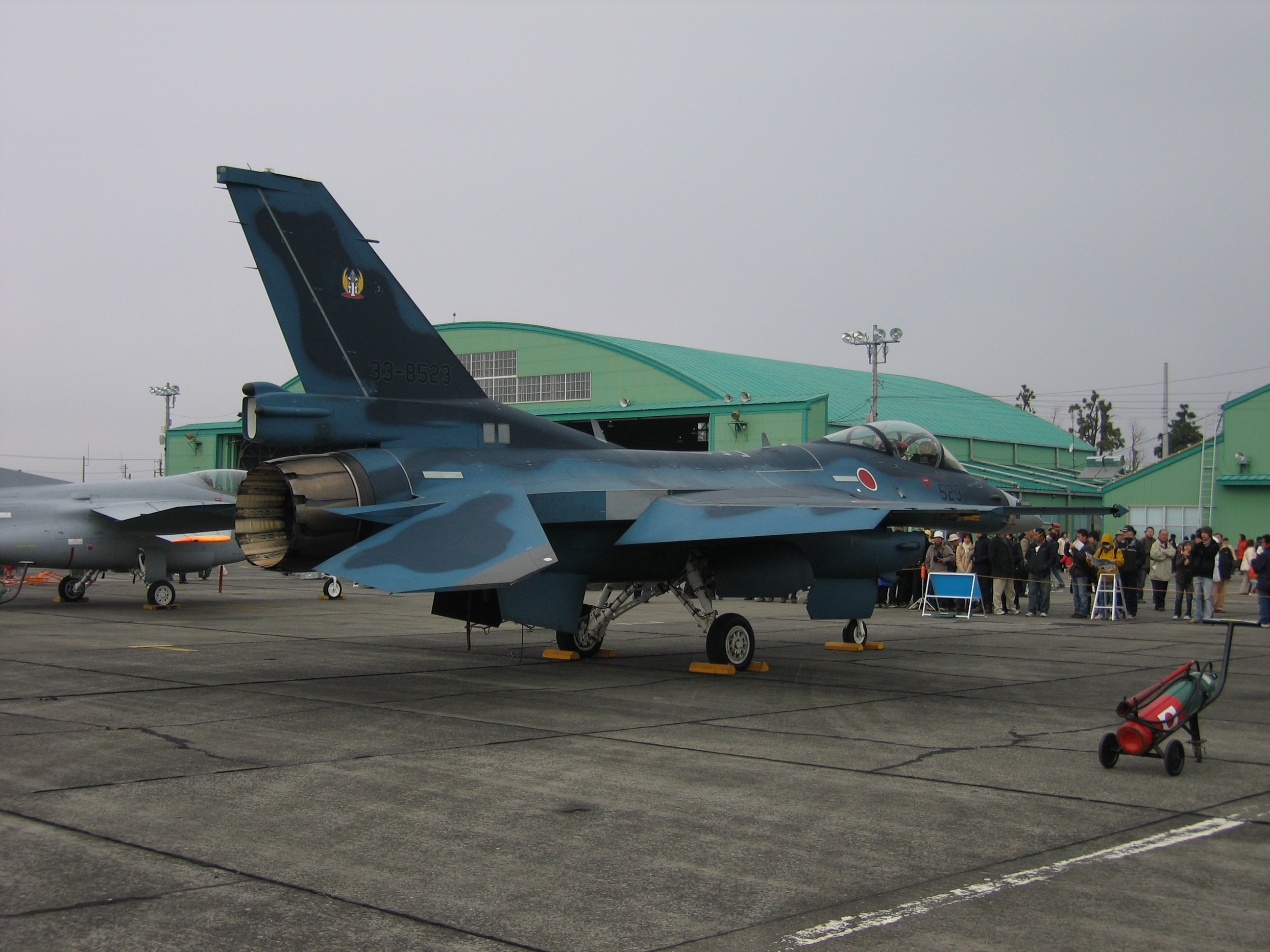
F-2

Công việc bắt đầu vào những năm 1980 dưới tên gọi chương trình FS-X, và được đánh dấu bằng bản ghi nhớ trong thái độ nghiêm túc của cả Nhật Bản và Hoa Kỳ. Chương trình với mục đích tạo ra loại máy bay chiến đấu mới từ mẫu F-16 Fighting Falcon, ban đầu được giao cho General Dynamics (sau đó chuyển cho Lockheed Martin vào năm 1993). Lockheed Martin và Mitsubishi Heavy Industries cùng hợp tác phát triển và sản xuất máy bay, công ty nhận các hợp đồng phụ là Mitsubishi, một số công việc trên thực tế được phát triển bởi General Dynamics, hãng đã chuyển công việc cho Lockheed Martin vào năm 1993. Về bản chất F-2 là sự thể hiện của F-16 Agile Falcon một phiên bản mở rộng của F-16 vào những năm 1980, khi mà Lầu Năm Góc đang dành sự thiện cảm cho chương trình máy bay chiến đấu mới (Joint Strike Fighter). F-2 sử dụng bản thiết kế đôi cánh giống như F-16 Agile Falcon. Toàn bộ những thiết kế có ý định bổ sung cho F-16 của General Dynamics khi đó cũng không có lợi thế nổi bật trước Su-27 và MiG-29.
Người Nhật Bản có thể chế tạo được 98 chiếc, với cái giá chi phí quá lớn là 100 triệu USD một chiếc vào năm 2004. Nhiều công nghệ của F-16 được sử dụng trong F-2 đã trở thành đề tài cho những cuộc tranh luận chính trị ở Hoa Kỳ và Nhật Bản vào đầu những năm 1990. Tuy nhiên sự chuyển giao công nghệ theo sự ủy quyền từ Hoa Kỳ vẫn tiếp tục và dự án vẫn triển khai.
F-2 có cái tên Nhật là "Viper Zero", từ những người phi công khi họ lấy tên không chính xác của F-16 và A6M Zero, trước khi 2 chiếc được trịnh trọng tuyên bố đưa vào sử dụng vào năm 2000. Phi công gọi nó là "F-2 Charmer" (người bỏ bùa), họ ví nó như người dụ rắn.

## Phát triển

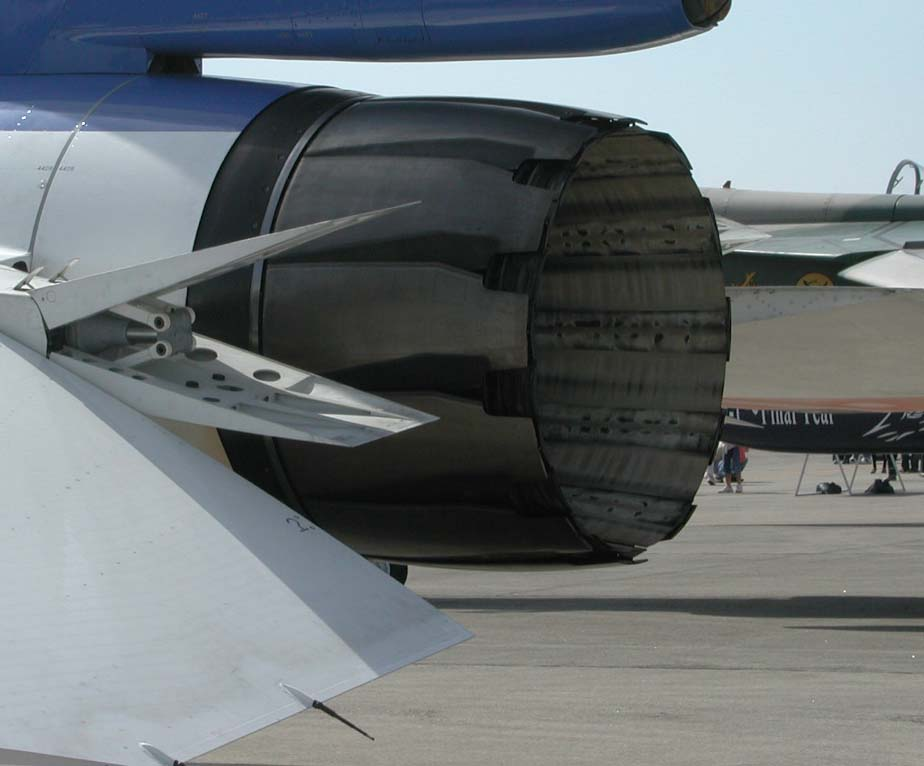
Động cơ của F-2

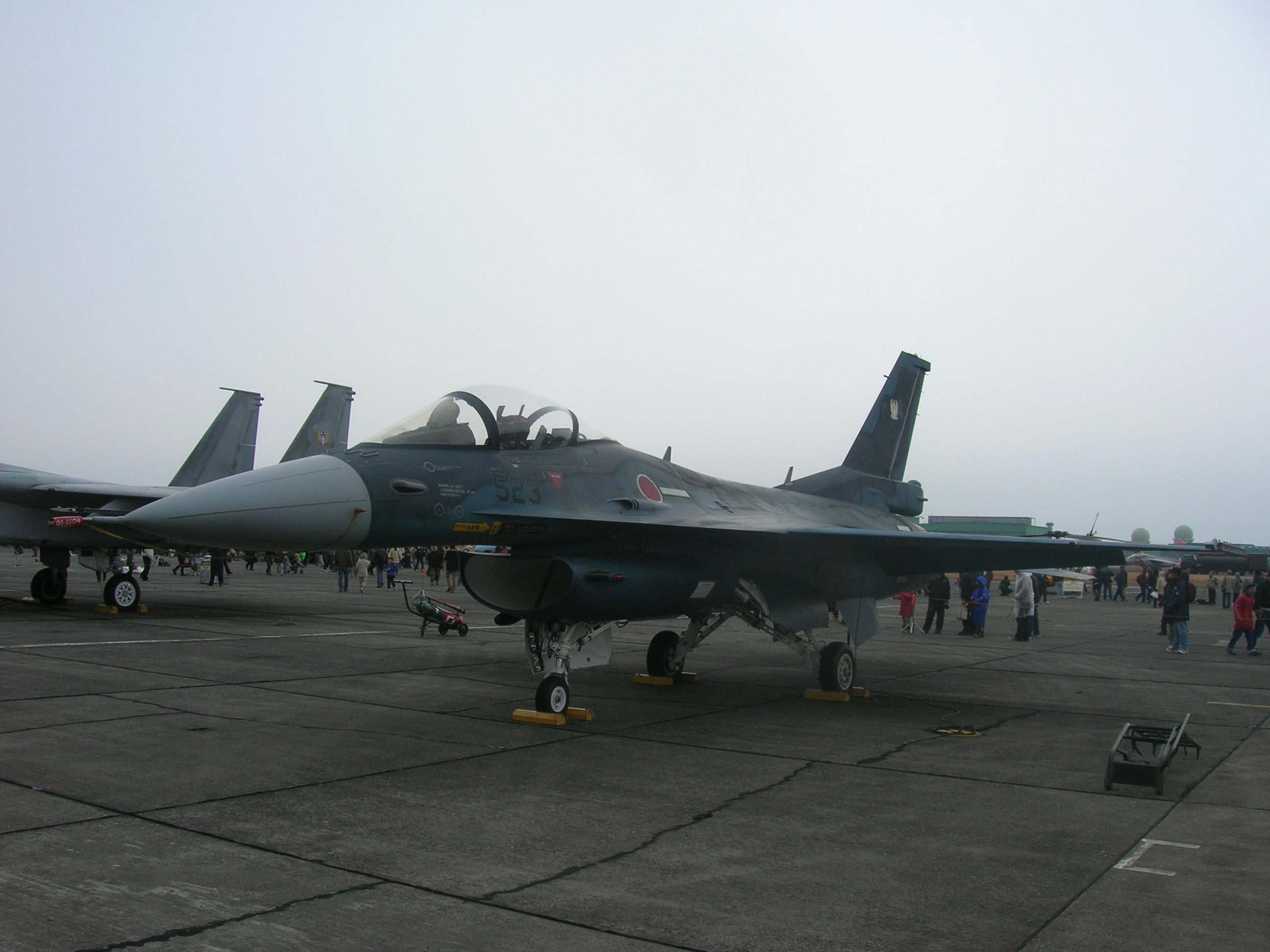
F-2 tại căn cứ

Tháng 3 năm 1985, dựa trên các đề xuất của JASDF, Mitsubishi Heavy Industries đã đệ trình lên Chính phủ Nhật Bản một dự án phát triển máy bay chiến đấu mới mang tên JF-210 (hay còn gọi là chương trình FS-X), bề ngoài tương tự JAS-39 Gripen của Thụy Điển. Dự án này áp dụng thiết kế đuôi dọc và 2 động cơ, đường khí vào đặt bên dưới buồng lái, 2 động cơ F404, trọng lượng cất cánh 11,5 tấn, tốc độ tối đa 1,9 Mach, khi mang theo 4 quả tên lửa chống hạm ASM sẽ có bán kính tác chiến khoảng 930 km.
Có thể thấy, chương trình FS-X của Nhật Bản là đầy tham vọng, nhưng không thể thực hiện. Sau đó, FS-X đứng trước 3 sự lựa chọn: Một là, độc lập phát triển. Hai là, cải tiến máy bay chiến đấu hiện có. Ba là, mua máy bay chiến đấu của nước ngoài.
Để tiếp tục kiểm soát sức mạnh quân sự của Nhật Bản, chính phủ Mỹ đã thỏa mãn nhu cầu của công ty công nghiệp quốc phòng nước này, khi đó bắt đầu gây sức ép với Nhật Bản, tháng 12 cùng năm đã đề xuất phương án cùng phát triển. Mỹ đã đưa ra một lý do là: Nhật Bản thiếu công nghệ và kinh nghiệm phát triển máy bay chiến đấu tiên tiến; độc lập phát triển sẽ làm giá cả quá cao, rủi ro quá lớn; độc lập nghiên cứu phát triển có thể xung đột với chính sách cấm xuất khẩu vũ khí của Nhật Bản, đồng thời sẽ tạo ra mất cân bằng thương mại Mỹ-Nhật.
Các công ty công nghiệp quốc phòng Mỹ cũng dốc sức thuyết phục Quốc hội, Chính phủ, và chào hàng các phương án cho chính phủ, doanh nghiệp Nhật Bản, bao gồm cải tiến F-16, F/A-18 và F-15. Nội bộ Nhật Bản tuy muốn tự lực cánh sinh, nhưng đối mặt với rủi ro kinh phí và công nghệ, việc lựa chọn biện pháp cải tiến máy bay hiện có hầu như là sự lựa chọn tốt nhất. Mỹ không ngừng gây sức ép trong hội nghị lãnh đạo Bộ Quốc phòng hai nước.
Nửa cuối năm 1987, ba tờ báo lớn của Nhật Bản bao gồm: Asahi, Daily, Yomiuri Shimbun đã liên tục đưa tin liên quan về máy bay chiến đấu FS-X, đối tượng quan tâm không phải là bản thân máy bay, mà là quá trình đàm phán về FS-X giữa chính phủ hai nước Mỹ-Nhật. Nhật Bản từng đề xuất cùng phát triển, nhưng dưới sức ép của Mỹ, hai bên đạt được thỏa thuận, dùng máy bay F-15J hoặc F-16C cải tiến thành máy bay chiến đấu FS-X.
Đến lúc đó, hy vọng độc lập phát triển máy bay chiến đấu mới của Nhật Bản đã bị tiêu tan, nhưng do Nhật Bản đã tích lũy được tương đối nhiều "dự trữ" công nghệ, họ vẫn chiếm vị thế quan trọng trong kế hoạch FS-X, năng lực nghiên cứu, chế tạo tổng thể cũng được nâng cao rất lớn. Nói chung, kế hoạch FS-X rất có lợi cho sự phát triển chính trị, quân sự của Nhật Bản. Sau đó, Cục Phòng vệ Nhật Bản (hiện nay là Bộ Quốc phòng Nhật Bản) đã tiến hành đánh giá sâu sắc về công việc cải tiến 3 loại máy bay F-15J, F-16C và F/A-18C, đi đến kết luận: về tính năng, máy bay mẫu lý tưởng nhất vẫn là F-15, tiếp theo là F/A-18, cuối cùng là F-16.
Theo đó cho rằng, ngoài việc không thỏa mãn được tính năng tàng hình, tính năng của phương án F-15 là tốt nhất, nhưng chi phí nghiên cứu phát triển cao nhất; hành trình và tính năng tàng hình của phương án F-16 không thể đáp ứng, nhưng công nghệ phát triển và yêu cầu chi phí thấp nhất; tính năng của phương án F/A-18 có thể chấp nhận, nhưng chi phí chế tạo và bảo trì đều tương đối cao. Cục Phòng vệ Nhật Bản sơ bộ nghiêng về phương án F/A-18, bởi vì về chi phí tương đối phù hợp với yêu cầu, hơn nữa là máy bay chiến đấu 2 động cơ, tính năng có đẳng cấp vượt bậc so với máy bay chiến đấu một động cơ.
Nhưng sau tháng 10 năm 1987, Nhật-Mỹ quyết định lựa chọn một loại giữa F-15J và F-16. Cuối cùng, cân nhắc về chi phí phát triển, Cục Phòng vệ đã quyết định lựa chọn F-16 như là nền tảng của máy bay tiêm kích mới, thay thế cho Mitsubishi F-1 đang lão hóa và bổ sung vào lực lượng máy bay tiêm kích chính, ngoài ra còn có F-15J đang hoạt động, nhưng tốt hơn F-4EJ. Năm 1988, kế hoạch máy bay chiến đấu FS-X chính thức được khởi động. Do xung đột về lợi ích giữa Mỹ và Nhật Bản, FS-X khi mới bắt đầu đã rơi vào khó khăn. Thứ nhất là hai bên tranh cãi về chi tiết của bản ghi nhớ hợp tác (Memorandum of Understanding, MOU), chủ yếu là hai bên đều muốn đóng vai trò quan trọng trong quá trình nghiên cứu phát triển, ngoài ra chuyển nhượng công nghệ của Mỹ cũng là vấn đề nan giải.
Nhật Bản muốn nghiên cứu phát triển ở trong nước, Mỹ lại muốn tiến hành ở Mỹ để tăng cường cơ hội việc làm. Về mặt chuyển giao công nghệ, Mỹ không muốn cung cấp công nghệ then chốt cho Nhật Bản, sợ sau khi Nhật Bản học được sẽ cạnh tranh lại với Mỹ. Vì vậy, Mỹ kiên trì từ chối chuyển giao công nghệ nguồn, dẫn đến toàn bộ kế hoạch FS-X phải trì hoãn 2 năm.
Thỏa thuận cuối cùng là lấy Mitsubishi Heavy Industries-Nhật Bản làm nhà thầu chính của FS-X, còn General Dynamics (thuộc sở hữu của Lockheed Martin) - Mỹ và Kawasaki Heavy Industries, Fuji Heavy Industries - Nhật Bản là các đối tác hợp tác. Toàn bộ máy bay do Mitsubishi Heavy Industries lắp ráp và chịu trách nhiệm về đoạn trước thân máy bay và cánh chính bên trái; Kawasaki Heavy Industries chịu trách nhiệm đoạn giữa thân máy bay, cửa khoang lên xuống chính và vây khung; Fuji Heavy Industries chịu trách nhiệm đầu máy bay, đoạn cửa khí vào và cánh đuôi bằng, đuôi buông; nhà máy của Lockheed Martin phụ trách đoạn sau thân máy bay và cánh phải.
Hai cánh chính của máy bay lại chế tạo ở hai bờ Thái Bình Dương, có thể gọi là có một không hai. Mitsubishi Electric Corporation – Nhật Bản chịu trách nhiệm về radar điều khiển hỏa lực và hệ thống tác chiến điện tử, còn công ty General Electric – Mỹ chịu trách nhiệm về động cơ. Cuối cùng, F-2 phát triển thành công đã áp dụng bố cục tổng thể là 1 động cơ, đuôi buông đơn, đường biên lớn, tích hợp cánh và thân, đường khí vào ở bụng, nhìn vào ngoại hình hầu như không có gì khác biệt so với F-16, kích cỡ của hai loại máy bay này cũng khác biệt không nhiều, sải cánh và chiều dài của F-2 chỉ lớn hơn một chút, chiều cao thấp hơn một chút. Máy bay chiến đấu F-2 sử dụng F-16C Block 40/42 làm nền tảng, trong đó các bộ phận phát triển mới chiếm khoảng 50%.
Dựa vào yêu cầu của JASDF, về thiết kế, F-2 chủ yếu được cải tiến như sau: thân máy bay dài thêm 40 cm nhằm tăng lượng tải nhiên liệu; thay đổi hình dáng phần đầu máy bay để lắp thiết bị radar mới; tăng thêm 25% diện tích cánh cánh thân máy bay và cánh đuôi để tăng tải trọng và hành trình, giảm sức tải cho mặt cánh; cánh sử dụng công nghệ vật liệu composite tiên tiến, chứ không như truyền thống; thân máy bay và đuôi cũng sử dụng vật liệu composite và áp dụng thiết kế kết cấu khá nhẹ; áp dụng công nghệ bảo đảm tính ổn định, khả năng kiểm soát, điều khiển và tính cơ động tốt hơn; đổi lắp đặt động cơ F110-GE-129 có sức đẩy lớn hơn; đổi lắp đặt hệ thống tác chiến điện tử và radar kiểm soát hỏa lực tiên tiến do Nhật Bản tự nghiên cứu phát triển, tính năng ưu việt hơn của Mỹ; sử dụng thiết bị buồng lái mới và thiết bị chắn gió tăng cường kiểu 2 mảnh có thể mang theo tên lửa không đối không AAM-3, AAM-4 và tên lửa chống hạm ASM-1, ASM-2 do Nhật Bản tự sản xuất; ở cạnh trước của cánh chính và các bộ phận khác đã sử dụng vật liệu thu sóng, đã nâng cao được khả năng tàng hình; tăng cường thêm "ô" giảm tốc độ để giảm khoảng cách hạ cánh của máy bay.
Trong thiết kế buồng lái, với việc áp dụng đầy đủ thiết kế công nghệ hiện đại, buồng lái của F-2 đã đạt trình độ tương đối tiên tiến trên một số mặt. Giống với máy bay chiến đấu F/A-18 của Mỹ, IDF của Đài Loan và rất nhiều máy bay chiến đấu cải tiến khác, mặc dù trong buồng lái của chúng đã sử dụng máy hình hiển thị đa chức năng 2-3 ống tia âm cực (CRT), nhưng dáng vẻ vẫn giữ truyền thống, chủ yếu là do mọi người còn hoài nghi về độ tin cậy của màn hình hiển thị CRT. Còn máy bay F-2 đã áp dụng màn hình hiển thị đa chức năng hiển thị tinh thể lỏng cỡ lớn (LCD) và HUD do Công ty Shimadzu và Yokogawa của Nhật Bản sản xuất. Cả hai đều được lắp đặt ở chính giữa, HUD ở trên, LCD ở dưới. HUD có tác dụng như một "mui xe" (che ánh sáng), cho dù trong điều kiện tia sáng khá mạnh, phi công cũng có thể nhìn rõ những hiển thị trên màn hình hiển thị ICD. Dưới HUD còn có 2 màn hình hiển thị đa chức năng truyền thống. Như vậy, dáng vẻ đã thay đổi rất nhiều, sở dĩ như vậy là do độ tin cậy của công nghệ hiển thị LCD cao hơn nhiều so với CRT. Hơn nữa, LCD còn tiên tiên hơn nhiều CRT, đây là ưu điểm của buồng lái máy bay F-2. Nhưng, trong rất nhiều máy bay hiện đại (gồm cả máy bay mới xuất hiện), buồng lái vẫn giữ thiết kế truyền thống, để thay đổi cần có thời gian.
Ngoài ra, buồng lái của F-2 cũng sử dụng kính chắn gió mạnh 2 mảnh, tính năng tốt hơn so với thiết bị chắn gió 1 mảnh của F-16, điều này phần lớn là đã tính đến môi trường đặc biệt của quốc đảo Nhật Bản.
Chuyến bay thử nghiệm lần đầu tiên được thực hiện vào ngày 7 tháng 10 năm 1995. Ban đầu Nhật Bản dự tính sản xuất 141 chiếc F-2 với giá trên 25 triệu USD một chiếc, nhưng nó đã thất bại. Năm 1999, chính phủ Nhật Bản chấp nhận thông qua kế hoạch sản xuất 130 chiếc, bắt đầu đi vào hoạt động năm 1999. Cuối cùng vì chi phí sản xuất quá lớn, nên kế hoạch sản xuất đã bị cắt giảm xuống còn 98 chiếc vào năm 2004. Mitsubishi Heavy Industries chính thức ngừng sản xuất máy bay chiến đấu F-2 vào năm 2011. 

## Những biến thể
- XF-2A: mẫu thử nghiệm một chỗ.
- XF-2B: mẫu thử nghiệm hai chỗ.
- F-2A: phiên bản chiến đấu một chỗ.
- F-2B: phiên bản huấn luyện hai chỗ.

## Lực lượng sử dụng
- Lực lượng Phòng vệ Trên không Nhật Bản

## Đặc điểm kỹ thuật (F-2)

### Đặc tính chung
- Phi đoàn: 1 người.
- Dài: 15.52 m (50 ft 11in).
- Chiều dài cánh: 11.13 m (36 ft 6 in).
- Cao: 4.69 m (15 ft 5 in).
- Diện tích cánh: 34.84 m² (375 ft²).
- Trọng lượng rỗng: 9.527 kg (21.000 lb).
- Trọng lượng cất cánh: 15.000 kg (33.000 lb).
- Trọng lượng tối đa: 22.100 kg (48.700 lb).
- Động cơ: 1 động cơ phản lực General Electric F110-GE-129, lực đẩy 76 kN, 131 kN với nhiên liệu đốt phụ trợ.
- Tốc độ tối đa: Mach 2.0.
- Tầm hoạt động: 834 km (520 dặm).
- Trần bay: 18.000 m (59.000 ft).

### Trang bị
- Pháo 20 mm JM61A1.
- Tên lửa (AAM): AIM-9 Sidewinder, AIM-7 Sparrow, Mitsubishi AAM-3.
- Vũ khí bao gồm cả: ASM-1 và ASM-2 (tên lửa không đối hải), bom thông minh CGS-1 IIR.
- Rada: Mitsubishi Active Electronically Scanned Array.

## Chủ đề liên quan
Máy bay có cùng sự phát triển:
- F-16 Fighting Falcon
- AIDC F-CK-1 Ching-kuo
- T-50 Golden Eagle

Máy bay có tính năng tương đương:
- MiG-29 'Fulcrum'
- Chengdu J-10
- Dassault-Breguet Mirage 2000
- HAL Tejas

Máy bay phục vụ không quân Nhật Bản:
F-1 - F-2 - F4EJ Kai - F-15J - F-86F - F-104J Eiko